# 山田美鈴
山田美鈴（日语：／ Yamada Misuzu，1998年6月10日—）是日本女聲優，隸屬於 Ancheri（原LINK PLAN）旗下。

## 配音作品

### 電視動畫
2020年
- 昨日之歌

2021年
- 轉生成蜘蛛又怎樣！（古田未央）
- 女神宿舍的管理員。（南雲孝士）
- 女朋友 and 女朋友（女大學生）
- 魔法紀錄 魔法少女小圓外傳 2nd SEASON -覺醒前夜-（黑羽毛A）
- 大正處女御伽話（照子）
- 前輩有夠煩（女職員C）

2022年
- 終末的後宮（榊光）
- 平凡職業造就世界最強 2nd season（海人族女性A）
- Extreme Hearts（(8)新海奏）
- BORUTO-火影新世代-NARUTO NEXT GENERATIONS-（雙儀蘭）
- 惑星公主蜥蜴騎士（南雲宗二）
- SHINE POST（客人）
- 宇崎學妹想要玩！ω
- 前進吧！登山少女 Next Summit（女子A、同班同學、登山客A）
- 夫婦以上，戀人未滿。（真奈美）

2023年
- 最強陰陽師的異世界轉生記（學生D）
- 熊熊勇闖異世界 PUNCH！（卡特蕾亚）
- 異世界一擊殺姊姊 ～姊姊同伴的異世界生活開始了～（蘭）
- YouTuNya（日语：ユーチューニャー）
- 七魔劍支配天下（米雪拉·麥法蘭[2]）
- 英雄教室（阿妮斯特·弗萊明[3]）
- BanG Dream! It's MyGO!!!!!（學生A、管樂部員D）

2024年
- 沒能成為魔法師的女孩子的故事（柚子·愛德爾[4]）

2025年
- 最弱技能《果實大師》 ～關於能無限食用技能果實（吃了就會死）這件事～（公會前台小姐）
- 全修。（孩子們）
- 琉璃的寶石（笠丸葵[5]）
- 我們不可能成為戀人！絕對不行。（※似乎可行？）（女同學）

### 遊戲
2020年
- 決鬥大師（亞克）

2021年
- 少女前線（MAS-38[6]）
- 艦隊Collection（長鯨、Victorious[7]）

2022年
- N -INNOCENCE-（妮雅[8]）
- （秋葉原鳴[9]）
- D4DJ Groovy Mix（維洛妮卡）

2023年
- Aster Tatariqus（迪拿丹）

### 廣播劇
2021年
- 「自稱」超能力少女・三船由莉（大月春子[10]）

## 外部連結
- 經紀公司個人資料頁 （页面存档备份，存于）（日語）
- 山田美鈴的X（前Twitter）（日語）